# Dragon Age: Origins
Dragon Age: Origins é um jogo eletrônico de RPG desenvolvido pela BioWare Edmonton e descrito por eles como sendo um "conto épico de violência, luxúria e traição". O jogo foi lançado para Microsoft Windows, PlayStation 3 e Xbox 360 em Novembro de 2009, e para Mac OS X em Dezembro de 2009.
Dragon Age: Origins usa um engine de jogo chamado Eclipse, para qual um conjunto de ferramentas para criação de conteúdo personalizado está disponível para os jogadores da versão de PC. O jogo é single-player apenas. Ray Muzyka, co-CEO da BioWare, descreveu Dragon Age: Origins como sendo um "sucessor espiritual" da série Baldur's Gate; mas, ao contrário deste, não é baseado em Dungeons & Dragons.

## Jogabilidade
O jogo incorpora um conceito de "origens" para cada raça e algumas de suas classes. Como exemplos, o Dwarf Noble (Anão Nobre) inicia o jogo como parte da elite social em uma das cidades dos anões, enquanto a história do Dwarf Commoner (Anão Plebeu) se inicia nas ruas da cidade. Estas histórias determinam as origens dos personagens antes dos eventos principais do jogo, formando uma espécie de introdução ao mundo pelo qual o jogador irá se aventurar. Personagens encontrados neste período podem reaparecer durante o desenvolvimento da história, alguns até como adversários.
As escolhas morais feitas pelo jogador podem ter um efeito significativo na história. Apesar do objetivo principal do jogo ser salvar o mundo, isso não impede o jogador de fazer escolhas consideradas "imorais" ou "más", e tais decisões podem mudar vários aspectos do mundo. Estas decisões também influenciam os outros personagens que fazem parte do grupo do jogador, que podem não concordar com suas ações, podendo causar a deserção dos mesmos.
Assim como na série Baldur's Gate, os jogadores podem emitir ordens aos seus seguidores em tempo real, mas podem pausar o jogo para criar uma sequência de ações como feitiços e ataques especiais que serão realizados pelas personagens após o jogo deixar de estar em pausa.
Há três classes principais para se escolher: Warrior (guerreiro), Mage (mago) e Rogue (ladino). Para além destas classes podem ser mais tarde seleccionadas especializações, que aumentam as capacidades do protagonista. Estas especializações devem ser "desbloqueadas" durante o jogo, o que geralmente acontece através de um tutor, ou de um livro.[carece de fontes?]
Além do personagem principal, criado pelo próprio jogador, há a possibilidade de se controlar um grande número de outros personagens, encontrados pelo mundo, após eles terem se juntado ao grupo do jogador. Apesar de ser possível recrutar várias personagens deste género, apenas 3 podem ser controladas pelo jogador a uma dada altura.[carece de fontes?]

## Enredo

### Personagens
O protagonista de Dragon Age: Origins é proveniente de uma das seis origens. A escolha da raça, sexo e classe da personagem é deixada inteiramente ao jogador. O primeiro nome do protagonista pode ser escolhido pelo jogador, mas o último nome é fixo, sendo dependente da origem escolhida.
No decorrer do jogo, múltiplos personagens podem-se juntar ao grupo do jogador. São eles Alistair, um Grey Warden altruísta com um sentido de humor sarcástico; Morrigan, uma sombria maga de personalidade fria e cínica, apresentando pouca tolerância para com a autoridade e um grande desrespeito pelos valores morais; Wynne, uma anciã do círculo de magos, apresentando uma personalidade benevolente mas determinada e um instinto maternal pelo grupo de aventureiros; Leliana, um membro da religião local, cuja personalidade gentil esconde um engenho especial para espionagem e combate; Oghren, um anão com um amor excessivo pelo álcool e por conflitos; Zevran, um assassino que se junta ao grupo após uma tentativa falhada de matar o protagonista e Sten, um qunari (raça de homens bárbaros) gigante. O jogador tem também a opção de adotar um cão, que pode servir como membro do grupo.
Um dos principais antagonistas do jogo é Teyrn Loghain, conselheiro do rei, um traidor que levou à derrota os Grey Wardens e à morte do rei numa batalha contra os Darkspawn. Assumiu o comando do reino de Ferelden, opondo grandes dificuldades às tentativas empreendidas pelo jogador de unir o reino contra os Darkspawn.

### História
A Bioware descreve a história de Dragon Age como sendo uma "fantasia heróica sombria" que é contada em uma escala épica com temas adultos. O enredo do  jogo decorre no universo de Thedas, um universo abandonado pelo seu deus como castigo pelos pecados dos seus habitantes. O jogador é nativo de Ferelden, um país do universo de Thedas. O jogo abre com um filme que explica o surgimento dos Darkspawn, criaturas que habitam o subterrâneo de Thedas. De algumas centenas em centenas de anos, estas criaturas empreendem um grande ataque contra os habitantes da superfície, liderados por um lorde antigo, corrompido pelos Darkspawn. A partir do primeiro destes ataques, chamados de Blights, surgiu uma ordem lendária de guerreiros e magos, chamados de Grey Wardens.
O jogador começa sua jornada em uma das seis "histórias de origens" que servem como uma introdução e explicação da origem do personagem principal e do seu estatuto social. A história de origem escolhida determina quem o jogador será e como as pessoas reagirão a ele. O jogador pode escolher entre Humano Nobre, Elfo Citadino, Elfo de Dale, Anão Comum,  Anão Nobre e Mago. O enredo de Dragon Age pode variar dramaticamente de jogador para jogador, devido as escolhas que podem ser feitas em relação à moralidade e à história de origem. Independentemente da escolha da origem, o jogador acaba por se juntar a uma ordem de guerreiros empenhada em combater os Darkspawn.

## Desenvolvimento
Dragon Age: Origins foi primeiramente anunciado durante a E3 de 2004, com apenas o nome Dragon Age. Em 10 de julho de 2008, o título foi modificado para Dragon Age: Origins.
A versão para Playstation 3 estava prevista para ser lançada após as outras versões. Porém, em 23 de outubro de 2009, BioWare anunciou que, na América do Norte, a versão para Playstation 3 seria lançada no mesmo dia que as outras versões, em 3 de novembro de 2009.
Dragon Age não possui a controversa proteção anticópias SecuROM, utilizada em outros jogos da Electronic Arts, optando, ao invés disso, por uma verificação de disco padrão.

## Recepção
A versão para PC de Dragon Age: Origins recebeu análises extremamente positivas e foi, no geral, elogiada pela maioria dos críticos. A PC Gamer UK deu a nota de 94% e chamou Dragon Age de "RPG da década". As versões para Playstation 3 e Xbox 360 receberam a nota de 8.4 pela IGN AU, e a versão para PC a nota de 9.2 pela IGN UK.

## Expansão
Em março de 2010 foi lançada uma expansão intitulada Dragon Age: Origins – Awakening, que inclui um novo enredo que se desenvolve a partir da história do jogo base. A expansão trouxe também novos personagens, habilidades, itens e foi aumentado o nível máximo.